# Impundulu

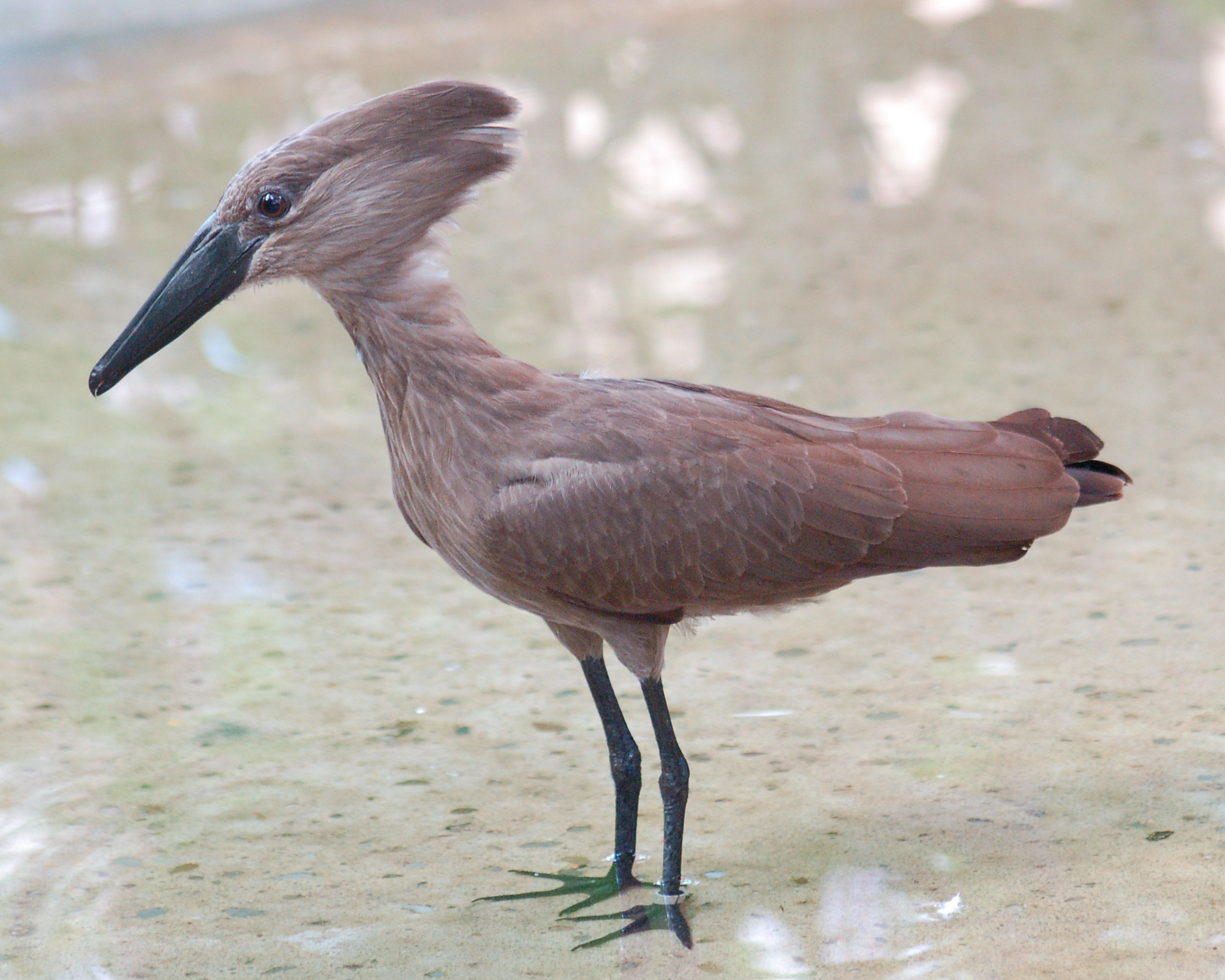
El avemartillo, algunos creen que es la manifestación del Impundulu.

El Impundulu o ave del rayo (o Izulu, inyoni yezulu) es una criatura mitológica en el folklore de las tribus de Sudáfrica como el Pondo, el zulú y el xhosa. El impundulu (que se traduce como "ave del rayo") toma la forma de un pájaro blanco y negro, del tamaño de un ser humano, que convoca a los truenos y los relámpagos con sus alas y garras. Se trata de una criatura vampiro asociada con la brujería, que era a menudo el empleado o familiar de una bruja o brujo, que atacaba a los enemigos de la bruja. Se dice que tienen un apetito insaciable por la sangre. Toman a veces la forma de un joven hermoso y seducen a las mujeres.